# Leon Dębski
Leon Piotr Dębski (ur. 16 czerwca?/28 czerwca 1890 we Wsiechswjatskoje, zm. 1940 w ZSRR) – pułkownik artylerii Wojska Polskiego, kawaler Orderu Virtuti Militari, ofiara zbrodni katyńskiej. Pośmiertnie awansowany na stopień generała brygady.

## Życiorys
Leon Piotr Dębski urodził się 28 czerwca 1890 w miejscowości Wsiechswjatskoje na obszarze Imperium Rosyjskiego. Był synem Stanisława i Józefy z Dunin-Brzezińskich. Przez dwa lata uczył się w gimnazjum w Żytomierzu, następnie w Szkole Kadetów w mieście Sumy, od 1908 w Szkole Wojennej w Kijowie i został jej absolwentem w 1910. Po wybuchu I wojny światowej w szeregach Armii Imperium Rosyjskiego w stopniu podporucznika był na froncie od 18 sierpnia 1914. Został ranny. Później został awansowany do stopnia kapitana i dekorowany odznaczeniami rosyjskimi. Od 1917 służył w I Korpusie Polskim w Rosji podczas wojny domowej w Rosji walczył z oddziałami bolszewickimi w okolicach miast Witebsk, Orsza i Bobrujsk. Po tym jak likwidacji uległ I Korpus, trafił do Kijowa i działała w ramach Polskiej Organizacji Wojskowej.
Po odzyskaniu przez Polskę niepodległości w Kijowie został przyjęty do Wojska Polskiego 25 listopada 1918 i wstąpił do niego 8 stycznia 1919. Delegowany do dyspozycji Głównego Dowództwa w Poznaniu. Był organizatorem II dywizjonu 1 pułku artylerii polowej i został jego dowódcą 12 stycznia 1919. Na tym stanowisku uczestniczył w powstaniu wielkopolskim i walczył w okolicach Rogoźna. Został dowódcą II dywizjonu 3 pułku artylerii polowej, od połowy 1919 brał udział w walkach na wojnie polsko-bolszewickiej. Od 8 sierpnia 1919 był p.o. dowódcy 14 Wielkopolskiego pułku artylerii polowej (po przemianowaniu z 3 pułku artylerii polowej), od 15 września 1920 dowódcą. Był także p.o. dowódcy Brygady Artylerii. Za swoje odważne czyny i bohaterstwo podczas kierowania artylerią w walkach pod Mińskiem i Bobrujskiem otrzymał Order Virtuti Militari. 15 lipca 1920 roku został zatwierdzony z dniem 1 kwietnia 1920 roku w stopniu majora, w artylerii, w „grupie oficerów byłych Korpusów Wschodnich i byłej armii rosyjskiej”. Tego samego dnia minister spraw wojskowych zezwolił mu „korzystać tytularnie ze stopnia podpułkownika”. 
Po wojnie i powrocie z pułkiem do Poznania był dowódcą dywizjonu w 14 Wielkopolskim pap, od 1921 był zastępcą dowódcy tej jednostki. Ukończył kurs wyższych dowódców DOGen. Poznań. 3 maja 1922 został zweryfikowany w stopniu majora ze starszeństwem z dniem 1 czerwca 1919 i 4. lokatą w korpusie oficerów artylerii, a jego oddziałem macierzystym był 19 pułk artylerii polowej w Nowej Wilejce. 8 maja 1922 roku Minister Spraw Wojskowych generał dywizji Kazimierz Sosnkowski zezwolił mu korzystać tytularnie ze stopnia podpułkownika. Od 1923 roku był zastępcą dowódcy 19 pułku artylerii polowej. 31 marca 1924 roku został mianowany podpułkownikiem ze starszeństwem z 1 lipca 1923 roku i 3. lokatą w korpusie oficerów artylerii. W maju 1927 został wyznaczony na stanowisko dowódcy tego pułku, który 31 grudnia 1931 roku został przemianowany na 19 pułk artylerii lekkiej. 1 stycznia 1929 roku został mianowany pułkownikiem ze starszeństwem z dniem 1 stycznia 1929 roku i 2. lokatą w korpusie oficerów artylerii. 12 lipca 1937 został mianowany dowódcą Obrony Przeciwlotniczej Okręgu Korpusu Nr VI. Został osadnikiem wojskowym w kolonii Rejtanów, osada Nowosiółki, gmina Malin, powiat dubieński.
W kampanii wrześniowej dowodził obroną przeciwlotniczą Okręgu Korpusu Nr VI. Uczestniczył w obronie Lwowa. Został aresztowany przez Sowietów z 9 na 10 grudnia 1939 i osadzony we lwowskim więzieniu Brygidki. Został zamordowany przez NKWD prawdopodobnie na wiosnę 1940. Jego nazwisko znalazło się na tzw. Ukraińskiej Liście Katyńskiej opublikowanej w 1994 (został wymieniony na liście wywózkowej 55/5-37 oznaczony numerem 875, dosłownie określony jako Leon Dembski). Ofiary z tej części zbrodni katyńskiej zostały pochowane na otwartym w 2012 Polskim Cmentarzu Wojennym w Kijowie-Bykowni.
Jego żoną została Lubomira z domu Niekrasz (zm. 1996), z którą miał syna Lecha (1933–1982) i córkę Alinę (1935–2015). Rodzina zamieszkiwała przy ulicy Kornela Ujejskiego 6 we Lwowie. W kwietniu zostali deportowani przez sowietów na teren obecnego Kazachstanu, następnie od 1942 przebywali w Afryce, a do Poznania wrócili w 1947.
22 marca 2018 prezydent RP Andrzej Duda, na wniosek ministra obrony narodowej, mianował go pośmiertnie na stopień generała brygady.

## Ordery i odznaczenia
- Krzyż Srebrny Orderu Wojskowego Virtuti Militari nr 2317 (19 lutego 1922)[18]
- Krzyż Walecznych (trzykrotnie: po raz 1 i 2 w 1921)[19]
- Złoty Krzyż Zasługi (19 marca 1935)[20]
- Medal Niepodległości (23 grudnia 1933)[21]
- Medal Pamiątkowy za Wojnę 1918–1921
- Medal Dziesięciolecia Odzyskanej Niepodległości
- Medal Zwycięstwa (Medal Międzyaliancki)
- Państwowa Odznaka Sportowa[22]